# جام جهانی کشتی ۲۰۱۵ – فرنگی مردان
مسابقه جام جهانی کشتی ۲۰۱۵ فرنگی مردان در شهر تهران و در ایران به تاریخ ۱۹ الی ۲۰ فوریه برگزار گردید.

## مرحله گروهی
|  | تیم منتخب برای مقام اول  |
|  | تیم منتخب برای مقام سوم  |
|  | تیم منتخب برای مقام پنجم |
|  | تیم منتخب برای مقام هفتم |

### گروه الف
| تیم              | بازی | برد | باخت |
| ---------------- | ---- | --- | ---- |
| جمهوری آذربایجان | ۳    | ۳   | ۰    |
| ایران            | ۳    | ۲   | ۱    |
| سوئد             | ۳    | ۱   | ۲    |
| آلمان            | ۳    | ۰   | ۳    |

| جمهوری آذربایجان ۶ - ایران ۲ | جمهوری آذربایجان ۶ - ایران ۲ | جمهوری آذربایجان ۶ - ایران ۲ | جمهوری آذربایجان ۶ - ایران ۲ |
| وزن                          | جمهوری آذربایجان             | نتیجه                        | ایران                        |
| ---------------------------- | ---------------------------- | ---------------------------- | ---------------------------- |
| ۵۹ ک‌گ                        | روشن بایراموف                | ۳ – ۴                        | محسن حاجی‌پور                 |
| ۶۶ ک‌گ                        | حسن علیف                     | ۵ – ۰                        | افشین بیابانگرد              |
| ۷۱ ک‌گ                        | رسول چونایف                  | ۴ – ۴                        | رامین طاهری                  |
| ۷۵ ک‌گ                        | الوین مورسالیف               | ۲ – ۰                        | یوسف اخباری                  |
| ۸۰ ک‌گ                        | رفیق حسینوف                  | ۵ – ۴                        | حبیب‌الله اخلاقی              |
| ۸۵ ک‌گ                        | اسلام عباس‌اف                 | ۱۰ – ۴                       | مجتبی کریم‌فر                 |
| ۹۸ ک‌گ                        | اورخان نورایف                | ۰ – ۱                        | مهدی علیاری                  |
| ۱۳۰ ک‌گ                       | صباح شریعتی                  | ۸ – ۰                        | بهنام مهدی‌زاده               |

| سوئد ۶ - آلمان ۲ | سوئد ۶ - آلمان ۲  | سوئد ۶ - آلمان ۲ | سوئد ۶ - آلمان ۲  |
| وزن              | سوئد              | نتیجه            | آلمان             |
| ---------------- | ----------------- | ---------------- | ----------------- |
| ۵۹ ک‌گ            | جواکیم فجرلند     | –                | دنیز منکسه        |
| ۶۶ ک‌گ            | فرونز هاروتیونیان | ۱ – ۳            | ماتیاس ماش        |
| ۷۱ ک‌گ            | زاکاریاس تالروث   | ۸ – ۰            | ماکسیمیلیان شوابه |
| ۷۵ ک‌گ            | رابرت روزنگرن     | ۱ – ۱            | جان روتر          |
| ۸۰ ک‌گ            | لنیه پرسون        | ۴ف – ۲           | فلوریان نومایر    |
| ۸۵ ک‌گ            | جیم پترسون        | ۲ – ۱            | جان فیشر          |
| ۹۸ ک‌گ            | فردریک شوئن       | ۲ – ۰            | فلیکس رادینگر     |
| ۱۳۰ ک‌گ           | یوهان اورن        | ۱۰ – ۰           | ادوارد پوپ        |

| ایران ۶ - سوئد ۲ | ایران ۶ - سوئد ۲ | ایران ۶ - سوئد ۲ | ایران ۶ - سوئد ۲  |
| وزن              | ایران            | نتیجه            | سوئد              |
| ---------------- | ---------------- | ---------------- | ----------------- |
| ۵۹ ک‌گ            | محمد نوربخش      | –                | جواکیم فجرلند     |
| ۶۶ ک‌گ            | افشین بیابانگرد  | ۳ – ۰            | فرونز هاروتیونیان |
| ۷۱ ک‌گ            | پیام بویری       | ۸ – ۰            | شارور واردانیان   |
| ۷۵ ک‌گ            | یوسف اخباری      | ۴ – ۱            | کریستوفر نیلسون   |
| ۸۰ ک‌گ            | علی زینتی رفاه   | ۰ – ۳            | لنیه پرسون        |
| ۸۵ ک‌گ            | داوود عابدین‌زاده | ۱ – ۰            | کریستوفر جوهانسون |
| ۹۸ ک‌گ            | مهدی علیاری      | ۷ – ۳            | تئودورس تونوسیدیس |
| ۱۳۰ ک‌گ           | بشیر باباجان‌زاده | ۰ – ۱            | یوهان اورن        |

| جمهوری آذربایجان ۷ - آلمان ۱ | جمهوری آذربایجان ۷ - آلمان ۱ | جمهوری آذربایجان ۷ - آلمان ۱ | جمهوری آذربایجان ۷ - آلمان ۱ |
| وزن                          | جمهوری آذربایجان             | نتیجه                        | آلمان                        |
| ---------------------------- | ---------------------------- | ---------------------------- | ---------------------------- |
| ۵۹ ک‌گ                        | المان مختاروف                | ۹ – ۳                        | دنیز منکسه                   |
| ۶۶ ک‌گ                        | حسن علیف                     | ۱ – ۰                        | ماتیاس ماش                   |
| ۷۱ ک‌گ                        | رستم علی‌اف                   | ۸ – ۰                        | ماکسیمیلیان شوابه            |
| ۷۵ ک‌گ                        | الوین مورسالیف               | ۵ – ۱                        | جان روتر                     |
| ۸۰ ک‌گ                        | رفیق حسینوف                  | ۳ – ۰                        | پاسکال ایزیلی                |
| ۸۵ ک‌گ                        | شهریار ممدوف                 | ۲ – ۰                        | جان فیشر                     |
| ۹۸ ک‌گ                        | اورخان نورایف                | ۲ – ۳                        | فلیکس رادینگر                |
| ۱۳۰ ک‌گ                       | صباح شریعتی                  | ۱ – ۰                        | ادوارد پوپ                   |

| ایران ۷ - آلمان ۱ | ایران ۷ - آلمان ۱ | ایران ۷ - آلمان ۱ | ایران ۷ - آلمان ۱ |
| وزن               | ایران             | نتیجه             | آلمان             |
| ----------------- | ----------------- | ----------------- | ----------------- |
| ۵۹ ک‌گ             | محمد نوربخش       | ۳ – ۰             | دنیز منکسه        |
| ۶۶ ک‌گ             | محمدعلی گرایی     | ۳ – ۴             | ماتیاس ماش        |
| ۷۱ ک‌گ             | رامین طاهری       | ۴ – ۰             | ماکسیمیلیان شوابه |
| ۷۵ ک‌گ             | یوسف اخباری       | ۲ – ۰             | جان روتر          |
| ۸۰ ک‌گ             | حبیب‌الله اخلاقی   | ۳ – ۰             | فلوریان نومایر    |
| ۸۵ ک‌گ             | داوود عابدین‌زاده  | ۶ – ۰             | جان فیشر          |
| ۹۸ ک‌گ             | مهدی علیاری       | ۵ – ۰             | فلیکس رادینگر     |
| ۱۳۰ ک‌گ            | بهنام مهدی‌زاده    | ۲ – ۰             | ادوارد پوپ        |

| جمهوری آذربایجان ۷ - سوئد ۱ | جمهوری آذربایجان ۷ - سوئد ۱ | جمهوری آذربایجان ۷ - سوئد ۱ | جمهوری آذربایجان ۷ - سوئد ۱ |
| وزن                         | جمهوری آذربایجان            | نتیجه                       | سوئد                        |
| --------------------------- | --------------------------- | --------------------------- | --------------------------- |
| ۵۹ ک‌گ                       | المان مختاروف               | –                           | جواکیم فجرلند               |
| ۶۶ ک‌گ                       | کامران ممدوف                | ۶ – ۲                       | فرونز هاروتیونیان           |
| ۷۱ ک‌گ                       | رسول چونایف                 | ۴ف – ۰                      | شارور واردانیان             |
| ۷۵ ک‌گ                       | الوین مورسالیف              | ۸ – ۰                       | کریستوفر نیلسون             |
| ۸۰ ک‌گ                       | رفیق حسینوف                 | ۸ – ۰                       | لنیه پرسون                  |
| ۸۵ ک‌گ                       | اسلام عباس‌اف                | ۲ – ۰                       | جیم پترسون                  |
| ۹۸ ک‌گ                       | اورخان نورایف               | ۲ – ۱                       | تئودورس تونوسیدیس           |
| ۱۳۰ ک‌گ                      | صباح شریعتی                 | ۰ – ۲                       | یوهان اورن                  |

### گروه ب
| تیم      | بازی | برد | باخت |
| -------- | ---- | --- | ---- |
| روسیه    | ۳    | ۳   | ۰    |
| ترکیه    | ۳    | ۲   | ۱    |
| مجارستان | ۳    | ۱   | ۲    |
| ارمنستان | ۳    | ۰   | ۳    |

| روسیه ۵ - مجارستان ۳ | روسیه ۵ - مجارستان ۳ | روسیه ۵ - مجارستان ۳ | روسیه ۵ - مجارستان ۳ |
| وزن                  | روسیه                | نتیجه                | مجارستان             |
| -------------------- | -------------------- | -------------------- | -------------------- |
| ۵۹ ک‌گ                | استپان ماریانیان     | ۶ – ۱                | پیتر موداس           |
| ۶۶ ک‌گ                | آرتم سورکوف          | ۲ – ۰                | کریستین یاگر         |
| ۷۱ ک‌گ                | یوری دنیسوف          | ۳ – ۴                | تاماس لورینز         |
| ۷۵ ک‌گ                | رومن ولاسوف          | ۱۱ – .               | لازلو زابو           |
| ۸۰ ک‌گ                | اوگنی سالیف          | ۷ – ۶                | پیتر باکسی           |
| ۸۵ ک‌گ                | عظمت بیکبائف         | ۲ – ۲                | پاتریک زابو          |
| ۹۸ ک‌گ                | ماکسیم استفاریان     | ۲ – ۱                | بالاس کیس            |
| ۱۳۰ ک‌گ               | ویتالی اشچور         | ۰ – ۱                | بالینت لام           |

| ترکیه ۶ - ارمنستان ۲ | ترکیه ۶ - ارمنستان ۲ | ترکیه ۶ - ارمنستان ۲ | ترکیه ۶ - ارمنستان ۲ |
| وزن                  | ترکیه                | نتیجه                | ارمنستان             |
| -------------------- | -------------------- | -------------------- | -------------------- |
| ۵۹ ک‌گ                | همت رستم             | ۶ – ۴                | آرتور مکرتچیان       |
| ۶۶ ک‌گ                | آتاکان یوکسل         | ۲ – ۱                | گور سرکانیاون        |
| ۷۱ ک‌گ                | یونس اوزل            | ۱۰ف – ۶              | رافائل الکسانیان     |
| ۷۵ ک‌گ                | امره کوش             | ۰ – ۳                | کاراپت چالیان        |
| ۸۰ ک‌گ                | اصلان آتم            | ۴ – ۳                | ادوارد سرکیسیان      |
| ۸۵ ک‌گ                | ایلدیم کانسو         | ۳ – ۴                | ماسیم مانوکیان       |
| ۹۸ ک‌گ                | فتیح باشکوی          | ۸ – ۰                | واهه سیمونیان        |
| ۱۳۰ ک‌گ               | رضا کایالپ           | ۸ – ۰                | ادگار خاچاطوریان     |

| روسیه ۷ - ارمنستان ۱ | روسیه ۷ - ارمنستان ۱ | روسیه ۷ - ارمنستان ۱ | روسیه ۷ - ارمنستان ۱ |
| وزن                  | روسیه                | نتیجه                | ارمنستان             |
| -------------------- | -------------------- | -------------------- | -------------------- |
| ۵۹ ک‌گ                | زائور کابالوئف       | ۳ – ۲                | آرتور مکرتچیان       |
| ۶۶ ک‌گ                | اسکر اورشوکدوگوو     | ۸ – ۰                | گور سرکانیاون        |
| ۷۱ ک‌گ                | چنگیز لابازانوف      | ۹ – ۲                | رافائل الکسانیان     |
| ۷۵ ک‌گ                | الکساندر چیخیرکین    | ۱ – ۱                | کاراپت چالیان        |
| ۸۰ ک‌گ                | بیلان نالگیف         | ۱۰ – ۲               | ادوارد سرکیسیان      |
| ۸۵ ک‌گ                | داویت چاکواتزهب      | ۳'ف – ۲              | ماسیم مانوکیان       |
| ۹۸ ک‌گ                | نیکیتا ملنیکوف       | ۲ف – ۰               | سرگی ستارودوب        |
| ۱۳۰ ک‌گ               | سرگی سمینوف          | ۱۰ – ۲               | ادگار خاچاطوریان     |

| ترکیه ۴.برنده - مجارستان ۴ | ترکیه ۴.برنده - مجارستان ۴ | ترکیه ۴.برنده - مجارستان ۴ | ترکیه ۴.برنده - مجارستان ۴ |
| وزن                        | ترکیه                      | نتیجه                      | مجارستان                   |
| -------------------------- | -------------------------- | -------------------------- | -------------------------- |
| ۵۹ ک‌گ                      | آیهان کاراکاس              | ۸ – ۰                      | پیتر موداس                 |
| ۶۶ ک‌گ                      | آتاکان یوکسل               | ۵ – ۴ف                     | کریستین یاگر               |
| ۷۱ ک‌گ                      | یونس اوزل                  | ۰ – ۵                      | بالینت کورپاسی             |
| ۷۵ ک‌گ                      | امره کوش                   | ۰ – ۴                      | لازلو زابو                 |
| ۸۰ ک‌گ                      | اصلان آتم                  | ۰ – ۲                      | پیتر باکسی                 |
| ۸۵ ک‌گ                      | متهان بسار                 | ۳ – ۰                      | پاتریک زابو                |
| ۹۸ ک‌گ                      | فتیح باشکوی                | ۲ – ۱                      | بالاس کیس                  |
| ۱۳۰ ک‌گ                     | رضا کایالپ                 | ۵ – ۰                      | بالینت لام                 |

| روسیه ۶ - ترکیه ۲ | روسیه ۶ - ترکیه ۲ | روسیه ۶ - ترکیه ۲ | روسیه ۶ - ترکیه ۲ |
| وزن               | روسیه             | نتیجه             | ترکیه             |
| ----------------- | ----------------- | ----------------- | ----------------- |
| ۵۹ ک‌گ             | استپان ماریانیان  | ۱ – ۱۱            | آیهان کاراکاس     |
| ۶۶ ک‌گ             | آرتم سورکوف       | ۳ – ۰             | آتاکان یوکسل      |
| ۷۱ ک‌گ             | یوری دنیسوف       | ۵ – ۰             | یونس اوزل         |
| ۷۵ ک‌گ             | رومن ولاسوف       | ۳ – ۰             | امره کوش          |
| ۸۰ ک‌گ             | اوگنی سالیف       | ۴ – ۱             | اصلان آتم         |
| ۸۵ ک‌گ             | داویت چاکواتزه    | ۵ – ۱             | متهان بسار        |
| ۹۸ ک‌گ             | ماکسیم استفاریان  | ۳ – ۰             | فتیح باشکوی       |
| ۱۳۰ ک‌گ            | سرگی سمینوف       | ۴ – ۷             | رضا کایالپ        |

| مجارستان ۵ - ارمنستان ۳ | مجارستان ۵ - ارمنستان ۳ | مجارستان ۵ - ارمنستان ۳ | مجارستان ۵ - ارمنستان ۳ |
| وزن                     | مجارستان                | نتیجه                   | ارمنستان                |
| ----------------------- | ----------------------- | ----------------------- | ----------------------- |
| ۵۹ ک‌گ                   | پیتر موداس              | ۴ – ۴                   | آرتور مکرتچیان          |
| ۶۶ ک‌گ                   | کریستین یاگر            | ۸ – ۰                   | گور سرکانیاون           |
| ۷۱ ک‌گ                   | بالینت کورپاسی          | ۲ – ۰                   | رافائل الکسانیان        |
| ۷۵ ک‌گ                   | لازلو زابو              | ۰ – ۱                   | کاراپت چالیان           |
| ۸۰ ک‌گ                   | پیتر باکسی              | ۹ – ۴                   | ادوارد سرکیسیان         |
| ۸۵ ک‌گ                   | پاتریک زابو             | ۰ – ۸                   | ماسیم مانوکیان          |
| ۹۸ ک‌گ                   | بالاس کیس               | ۳ – ۰                   | واهه سیمونیان           |
| ۱۳۰ ک‌گ                  | بالینت لام              | ۱۰ – ۴                  | ادگار خاچاطوریان        |

## مسابقات نهایی
| جمهوری آذربایجان ۴.برنده - روسیه ۴ | جمهوری آذربایجان ۴.برنده - روسیه ۴ | جمهوری آذربایجان ۴.برنده - روسیه ۴ | جمهوری آذربایجان ۴.برنده - روسیه ۴ |
| وزن                                | جمهوری آذربایجان                   | نتیجه                              | روسیه                              |
| ---------------------------------- | ---------------------------------- | ---------------------------------- | ---------------------------------- |
| ۵۹ ک‌گ                              | المان مختاروف                      | ۲ – ۳                              | زائور کابالوئف                     |
| ۶۶ ک‌گ                              | حسن علیف                           | ۴ – ۱                              | آرتم سورکوف                        |
| ۷۱ ک‌گ                              | رسول چونایف                        | ۲ – ۰                              | چنگیز لابازانوف                    |
| ۷۵ ک‌گ                              | الوین مورسالیف                     | ۰ – ۸                              | رومن ولاسوف                        |
| ۸۰ ک‌گ                              | رفیق حسینوف                        | ۲ – ۱                              | اوگنی سالیف                        |
| ۸۵ ک‌گ                              | اسلام عباس‌اف                       | ۴ف – ۴                             | داویت چاکواتزه                     |
| ۹۸ ک‌گ                              | اورخان نورایف                      | ۰ – ۵                              | نیکیتا ملنیکوف                     |
| ۱۳۰ ک‌گ                             | صباح شریعتی                        | ۱ – ۲                              | سرگی سمینوف                        |

| ایران ۶ - ترکیه ۲ | ایران ۶ - ترکیه ۲ | ایران ۶ - ترکیه ۲ | ایران ۶ - ترکیه ۲ |
| وزن               | ایران             | نتیجه             | ترکیه             |
| ----------------- | ----------------- | ----------------- | ----------------- |
| ۵۹ ک‌گ             | محسن حاجی‌پور      | ۶ف – ۰            | آیهان کاراکاس     |
| ۶۶ ک‌گ             | افشین بیابانگرد   | –                 | بدون حریف         |
| ۷۱ ک‌گ             | پیام بویری        | ۶ – ۰             | یونس اوزل         |
| ۷۵ ک‌گ             | یوسف اخباری       | ۲ – ۷             | امره کوش          |
| ۸۰ ک‌گ             | حبیب‌الله اخلاقی   | ۱۰ – ۲            | اصلان آتم         |
| ۸۵ ک‌گ             | داوود عابدین‌زاده  | ۲ – ۰             | متهان بسار        |
| ۹۸ ک‌گ             | مهدی علیاری       | ۱ – ۱             | فتیح باشکوی       |
| ۱۳۰ ک‌گ            | بهنام مهدی‌زاده    | ۲ – ۱۰            | رضا کایالپ        |

| مجارستان ۶ - سوئد ۲ | مجارستان ۶ - سوئد ۲ | مجارستان ۶ - سوئد ۲ | مجارستان ۶ - سوئد ۲ |
| وزن                 | مجارستان            | نتیجه               | سوئد                |
| ------------------- | ------------------- | ------------------- | ------------------- |
| ۵۹ ک‌گ               | پیتر موداس          | –                   | جواکیم فجرلند       |
| ۶۶ ک‌گ               | کریستین یاگر        | ۵ – ۰               | فرونز هاروتیونیان   |
| ۷۱ ک‌گ               | تاماس لورینز        | ۳ – ۱               | زاکاریاس تالروث     |
| ۷۵ ک‌گ               | لازلو زابو          | ۳ – ۰               | رابرت روزنگرن       |
| ۸۰ ک‌گ               | پیتر باکسی          | ۸ – ۰               | لنیه پرسون          |
| ۸۵ ک‌گ               | پاتریک زابو         | ۱ – ۴               | کریستوفر جوهانسون   |
| ۹۸ ک‌گ               | بالاس کیس           | ۲ – ۱               | فردریک شوئن         |
| ۱۳۰ ک‌گ              | بالینت لام          | ۰ – ۵               | یوهان اورن          |

| آلمان ۶ - ارمنستان ۲ | آلمان ۶ - ارمنستان ۲ | آلمان ۶ - ارمنستان ۲ | آلمان ۶ - ارمنستان ۲ |
| وزن                  | آلمان                | نتیجه                | ارمنستان             |
| -------------------- | -------------------- | -------------------- | -------------------- |
| ۵۹ ک‌گ                | دنیز منکسه           | ۹ – ۸                | آرتور مکرتچیان       |
| ۶۶ ک‌گ                | ماتیاس ماش           | ۵ – ۲                | گور سرکانیاون        |
| ۷۱ ک‌گ                | ماکسیمیلیان شوابه    | ۵ – ۴                | رافائل الکسانیان     |
| ۷۵ ک‌گ                | جان روتر             | ۰ – ۸                | کاراپت چالیان        |
| ۸۰ ک‌گ                | فلوریان نومایر       | ۶ – ۳                | ادوارد سرکیسیان      |
| ۸۵ ک‌گ                | جان فیشر             | ۰ – ۸                | ماسیم مانوکیان       |
| ۹۸ ک‌گ                | فلیکس رادینگر        | ۲ – ۱                | واهه سیمونیان        |
| ۱۳۰ ک‌گ               | ادوارد پوپ           | ۱۶ – ۲               | ادگار خاچاطوریان     |

## جدول رده‌بندی
| تیم              | بازی | برد | باخت |
| ---------------- | ---- | --- | ---- |
| جمهوری آذربایجان | ۴    | ۴   | ۰    |
| روسیه            | ۴    | ۳   | ۱    |
| ایران            | ۴    | ۳   | ۱    |
| ترکیه            | ۴    | ۲   | ۲    |
| مجارستان         | ۴    | ۲   | ۲    |
| سوئد             | ۴    | ۱   | ۳    |
| آلمان            | ۴    | ۱   | ۳    |
| ارمنستان         | ۴    | ۰   | ۴    |